# Sopho Ghelovani
Sopho Ghelovani (Georgiană: სოფო გელოვანი) este o cântăreață georgiană. Ea a reprezentat Georgia, împreună cu Nodiko Tatișvili, la Concursul Muzical Eurovision 2013 din Malmö, Suedia.